# Cam Thượng
Cam Thượng là một xã thuộc huyện Ba Vì, thành phố Hà Nội, Việt Nam.
Xã Cam Thượng có diện tích 8,26 km², dân số năm 1999 là 5775 người, mật độ dân số đạt 699 người/km².